# Laurent Heyvaert
Laurent Heyvaert (Brussel, 2 februari 1984) is een Belgisch politicus voor Ecolo.

## Levensloop
Heyvaert groeide op in Laken, Schaarbeek en Sint-Jans-Molenbeek. Na zijn middelbare studies behaalde in 2006 het diploma van sociaal assistent aan de hogeschool ICHEC - ISC Saint-Louis - ISFSC in Brussel. Van 2006 tot 2012 was hij sociaal assistent in een crisiscentrum voor drugsverslaafden. Van 2013 tot 2018 werkte hij bij Service Social Juif in Sint-Gillis, waar hij eerst bijstand bood aan de laatste overlevenden van de Holocaust en daarna aan andere oorlogsslachtoffers, waaronder de Tutsi's. Na de aanslagen in Brussel op 22 maart 2016 stelde hij zich ten dienste van slachtoffers en hun familie en hielp hij hen met het regelen van administratieve lasten. 
In 2015 vestigde hij zich met zijn gezin in het Waals-Brabantse Tubeke, waar hij een grote activiteit in het lokale verenigingsleven ontplooide. In oktober 2018 was hij er voor Ecolo kandidaat bij de gemeenteraadsverkiezingen, maar hij werd niet verkozen. Vervolgens was Heyvaert van 2018 tot 2019 assistent van Ecolo-schepen Sabine Desmedt. Sinds december 2017 is hij eveneens covoorzitter van de regionale Ecolo-afdeling van Waals-Brabant.
Bij de Waalse verkiezingen van mei 2019 werd Heyvaert voor het arrondissement Nijvel verkozen in het Waals Parlement en indirect in het Parlement van de Franse Gemeenschap. In het Waals Parlement zetelde hij in de commissie Werk, Sociale Actie en Gezondheid en in het Parlement van de Franse Gemeenschap in de commissie Begroting, Openbaar Ambt, Gelijke Kansen en Schoolgebouwen. Als Waals Parlementslid vertegenwoordigde Heyvaert in 2020 zijn partij in de bijzondere commissies die enerzijds acties van de Waalse regering in het kader van de coronacrisis dienden te controleren en anderzijds het beheer van de coronacrisis in al haar aspecten moest evalueren. Ook ijverde hij voor een fietsvriendelijk beleid inzake mobiliteit en pleitte hij voor maatregelen om de armoedebestrijding in zijn streek op te voeren. Bij de Waalse verkiezingen van juni 2024 werd Heyvaert niet herkozen.